# Jeufosse
Jeufosse war eine Gemeinde in der Île-de-France in Frankreich und ist seit 2019 eine Commune déléguée in der Gemeinde Notre-Dame-de-la-Mer mit 418 Einwohnern (Stand: 1. Januar 2019). 

## Geografie
Jeufosse liegt am linken Ufer der Seine. Parallel zum Gewässer verläuft die Bahnstrecke Paris–Le Havre. Der nächste Bahnhof befindet sich in Bonnières-sur-Seine. Die Nachbarortschaften sind Port-Villez im Nordwesten, Limetz-Villez ohne Berührung im Norden, Bennecourt im Nordosten, Bonnières-sur-Seine im Osten, La Villeneuve-en-Chevrie im Süden und Blaru im Westen.

## Geschichte
Zum 1. Januar 2019 wurden Jeufosse und Port-Villez zur commune nouvelle Notre-Dame-de-la-Mer zusammengeschlossen. Jeufosse ist seitdem in dieser Gebietskörperschaft eine Commune déléguée. Die Gemeinde Jeufosse gehörte zum Département Yvelines, zum Arrondissement Mantes-la-Jolie und zum Kanton Bonnières-sur-Seine.

## Bevölkerungsentwicklung
| Jahr                      | 1962 | 1968 | 1975 | 1982 | 1990 | 1999 | 2008 | 2014 |
| ------------------------- | ---- | ---- | ---- | ---- | ---- | ---- | ---- | ---- |
| Einwohner                 | 272  | 229  | 267  | 250  | 297  | 346  | 432  | 420  |
| Quelle: Cassini und INSEE |      |      |      |      |      |      |      |      |

## Sehenswürdigkeiten

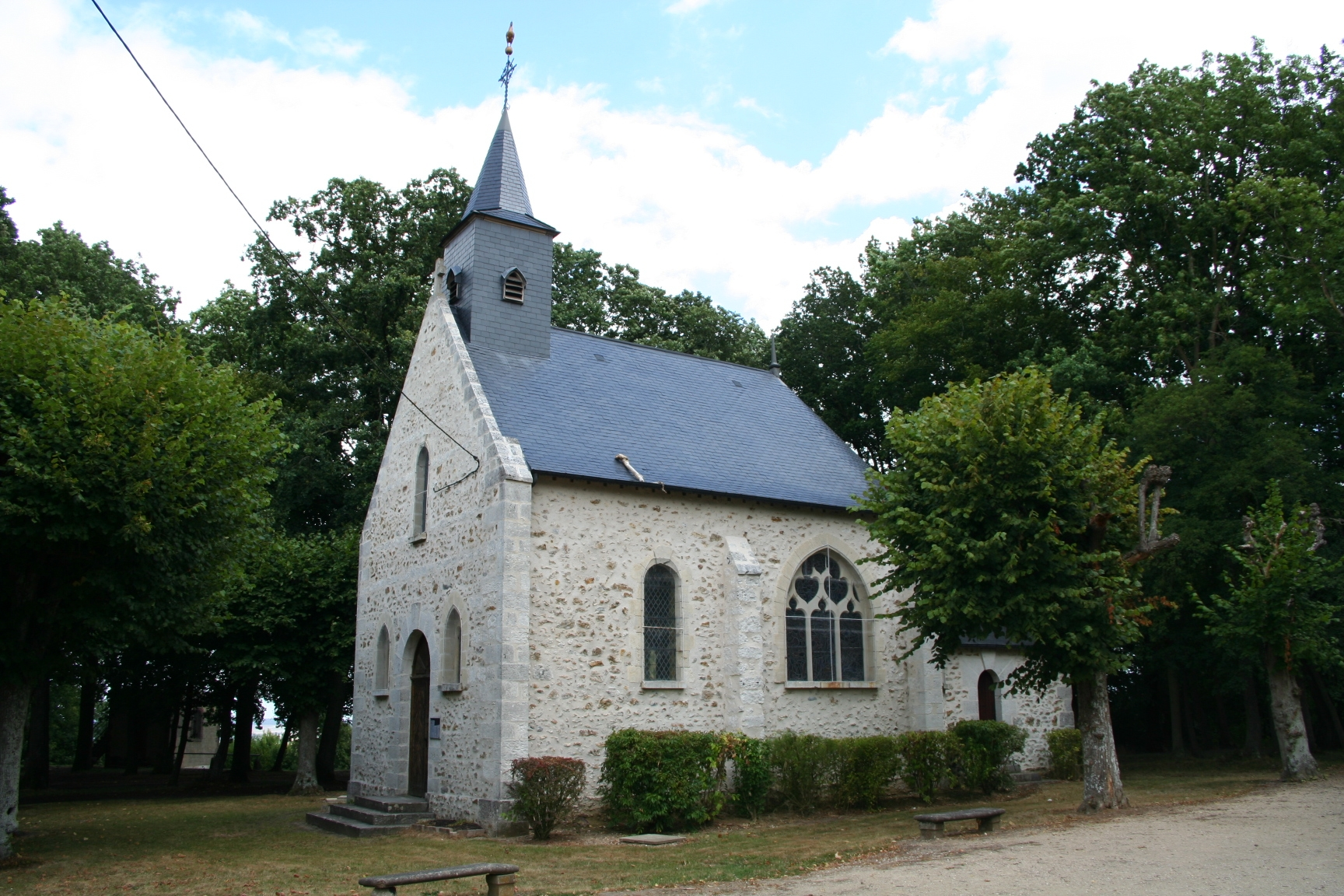
Kirche Notre-Dame-de-la-Mer
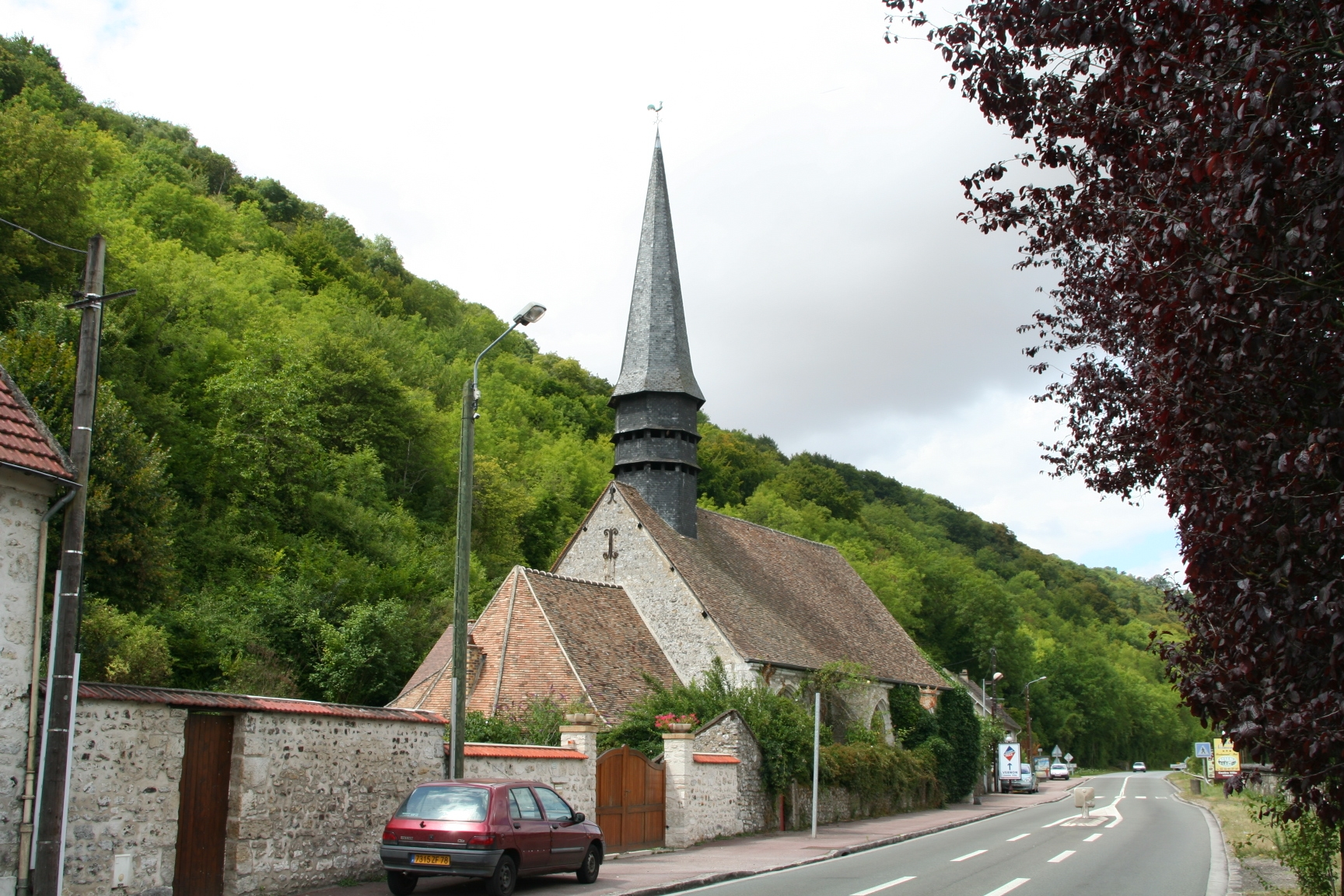
Kirche Saint-Germain-de-Paris, Monument historique
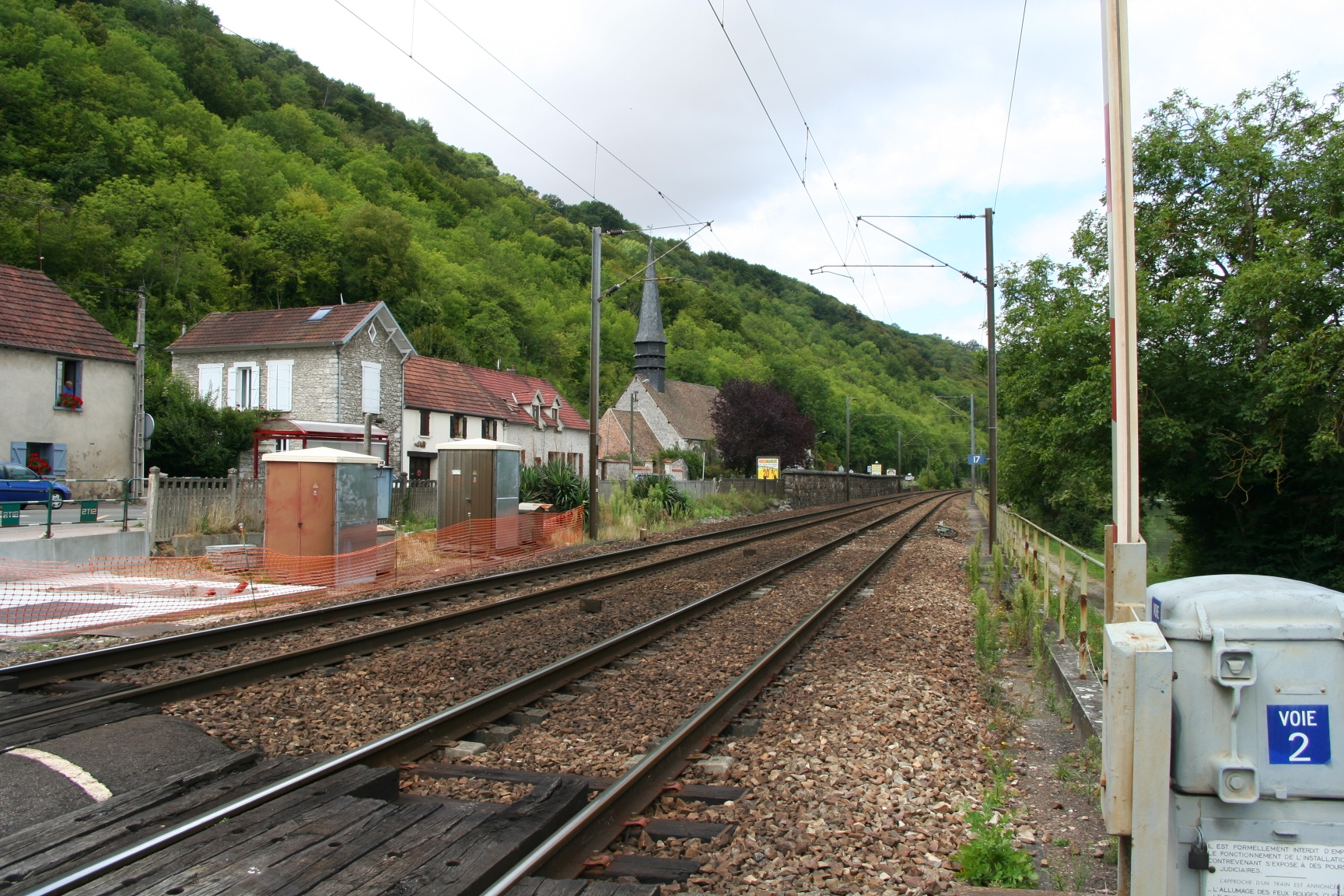
Kriegerdenkmal

- Kirche Notre-Dame-de-la-Mer
- Kirche Saint-Germain-de-Paris
- Bahnlinie durch Jeufosse